# Кармелюк (бронепоїзд)
Бронепотяг «Кармелюк» (1920) — панцерний потяг у складі армії УНР. Обслуга панцерника складалася з 20 старшин, 266 козаків, 5 коней. Командир панцерного потягу полковник Дворенко-Дворкін.
2 серпня 1920 р. брав участь у конрнаступі військ УНР на Чортків після захоплення червоними станції Білобожниця; після затримки протинаступу затримав більшовиків.
22 серпня 1920 «Кармелюк» підірвався на міні, був відремонтований у залізничних майстернях в Станіславові. На урочистій посвяті бронепотягу були присутні Симон Петлюра та Юзеф Пілсудський. 14 листопада того ж року «Кармелюк» відзначився при підтримці удару лівого крила 2-ї Волинської дивізії на Бар-Васютинці, а наступного дня ледь не потрапив в оточення і був змушений відійти. До завершення бойових дій бронепотяг залишався при Волинській дивізії.
Зруйнований власним екіпажем 21 листопада 1920 року перед відступом військ УНР через річку Збруч.

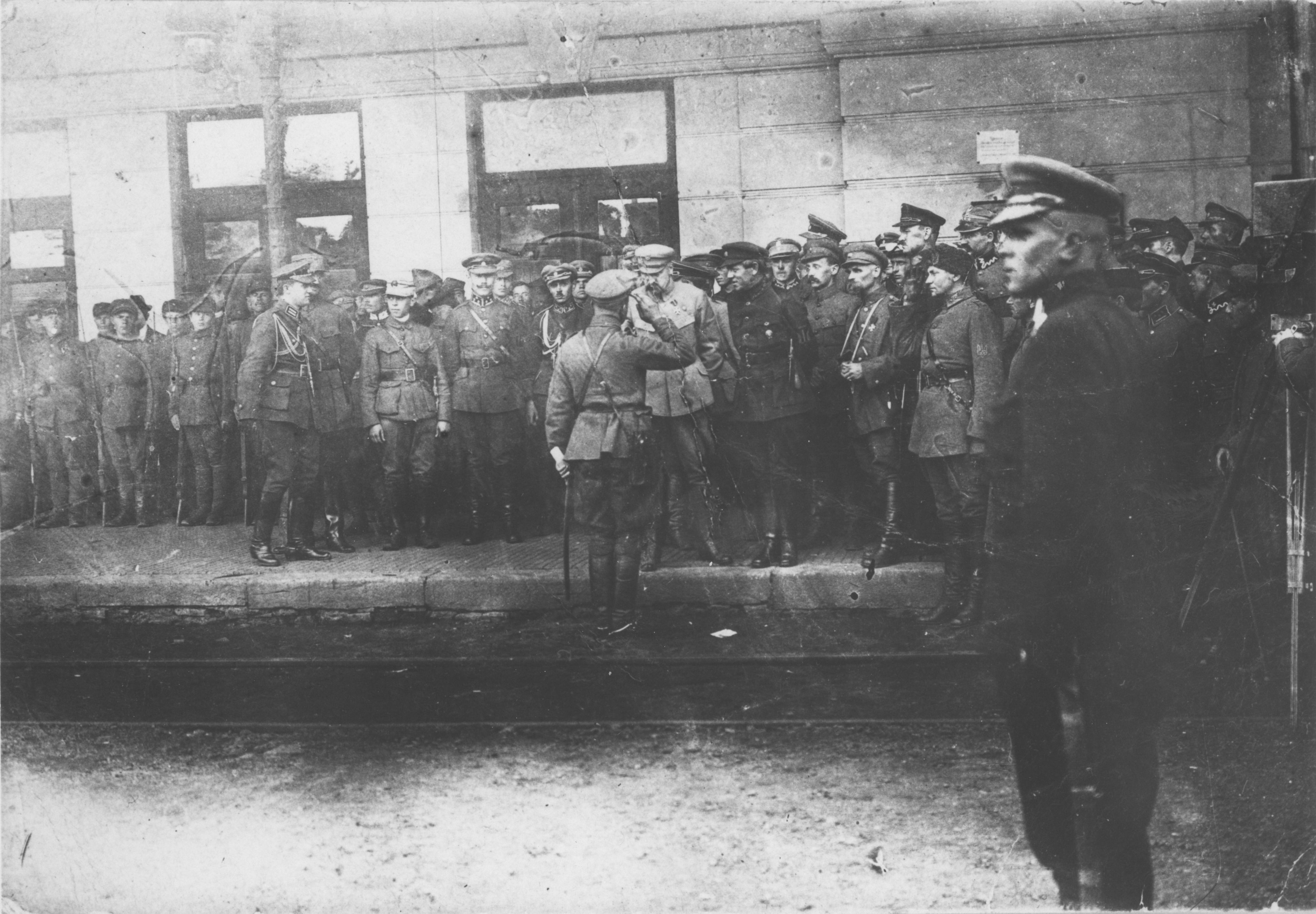
Урочистості з нагоди освячення панцирного потяга Кармелюк, 1920